# Éditions du Retour
 (novembre 2013).
Si vous disposez d'ouvrages ou d'articles de référence ou si vous connaissez des sites web de qualité traitant du thème abordé ici, merci de compléter l'article en donnant les références utiles à sa vérifiabilité et en les liant à la section « Notes et références ».
Les Éditions du Retour est une maison d'édition indépendante créée à Paris en février 2004 et propriété de David Moscovici entrepreneur individuel

## Catalogue
- Mènaxéne, Xavier Gilbert (2006)
- Pas de Verbe suivi de Cri d’urgence, Marc Voisin (2007)
- L’Alphabet des Choses suivi de Rue Saint-Sauveur, Catherine Taurand (2008)
- 1942, Convoi N°8, Témoignages de André Lettich et Lazar Moscovici, préface de Henri Borlant, 2009
- La Première fois que j'ai eu des ailes, Anne-Gwenaël Perrier (2010)
- Guide culturel de Rome, Michel Marbeau (2012)
- Corps diaphanes, Démosthènes Davvetas, préfacé par Michel Deguy (2013)
- Berthe Chérie, Correspondance clandestine de Paul Zuckermann à sa fiancée (Drancy, août 1941 - septembre 1942) Préface de Jean-Claude Grumberg, notes et commentaires de Michel Laffitte (juin 2014)
- Même pas mal, Tatiana Théron (2015)
- 910 jours à Auschwitz, Lazar Moscovici, annoté par Michel Laffitte (2016)
- Silhouettes en vitrine, Tatiana Théron (2016)
- Le Désir, Chantal Jaquet (2017)
- La Mort, Vincent Cordonnier (2018)
- Marc Aurèle, Vincent Cordonnier (2018)
- L'Art, Martine Lucchesi (2018)
- Les Passions, Marc Wetzel (2018)
- Spinoza ou la prudence, Chantal Jaquet (2019)
- Autrui, Renaud Barbaras (2019)
- Les Confettis de l'absurde, Tatiana Théron (2019)
- La Sagesse d'Hadrien selon Yourcenar, Vincent Cordonnier (2019)
- La Violence, Laurence Hansen-Løve (2020)
- Un silence si souhaité, Tatiana Théron (2020)
- Les aventures de la sorcière Rature, Tatiana Théron (2023)
- Le Pouvoir, Jean-Luc Guichet (2023)
- La Liberté, Jean-Luc Guichet (2023)